# Pleopeltis riograndensis
Pleopeltis riograndensis là một loài dương xỉ trong họ Polypodiaceae. Loài này được T. Wendt E.G. Andrews & Windham mô tả khoa học đầu tiên năm 1993.